# Cachoeiras de Macacu
Cachoeiras de Macacu és un municipi brasiler de la Regió Metropolitana de Rio de Janeiro, a l'estat de Rio de Janeiro. Tenia una població al 2019 de 58.937 habitants.
Des de desembre de 2013 forma part de la Regió Metropolitana de Rio de Janeiro. El travessa el riu Macacu, el riu més gran que desaigua a la badia de Guanabara, tant en extensió com en cabal d'aigua. L'economia es basa en l'agricultura (principalment coco, guaiaba, dacsa) i en la pecuària bovina. Cachoeiras és una ciutat dividida: la regió sud té característiques de vall, i la part nord, de serra. Forma part de la serra Verde Imperial.
A hores d'ara el municipi és una atracció per als practicants de trekking, muntanyisme, ràpel i altres modalitats d'esports radicals i d'ecoturisme, perquè part del territori es troba als límits de el Parc Estatal dels Três Picos, i Cachoeiras de Macacu és responsable del 66% de l'àrea de la unitat de conservació.
Altres importants unitats de conservació pertanyents a Cachoeiras de Macacu són la Reserva Ecològica de Guapiaçu en terres particulars i l'àrea de protecció mediambiental del riu Macacu.
A més del pic de Caledônia, amb 2.219 m d'altitud, que també pot ser vist des de Cachoeiras de Macacu i Nova Friburgo, Cachoeiras disposa de més béns naturals, com la Pedra del Faraó, la Pedra de l'Oratório, la Pedra de Mariquita, Mulher de Pedra, i la Pedra do Colégio, símbol de la ciutat. Hi ha desenes de cascades d'aigua d'extraordinària bellesa, com ara el Tenebroso, Sete Quedas, Barba, Samambaia, Chapadão i Furna da Onça.
Cachoeiras de Macacu era dividida en tres districtes: Cachoeiras (seu), Japuíba, i Subaio (Font IBGE). Al 2015, però, la Llei Complementària 0039/2015 transformà la ciutat en municipi de districte únic, i el territori passà a considerar-se districte seu.

## Topònim
El nom del municipi es refereix al macacu, un arbre del qual s'extreia tinta.

## Història

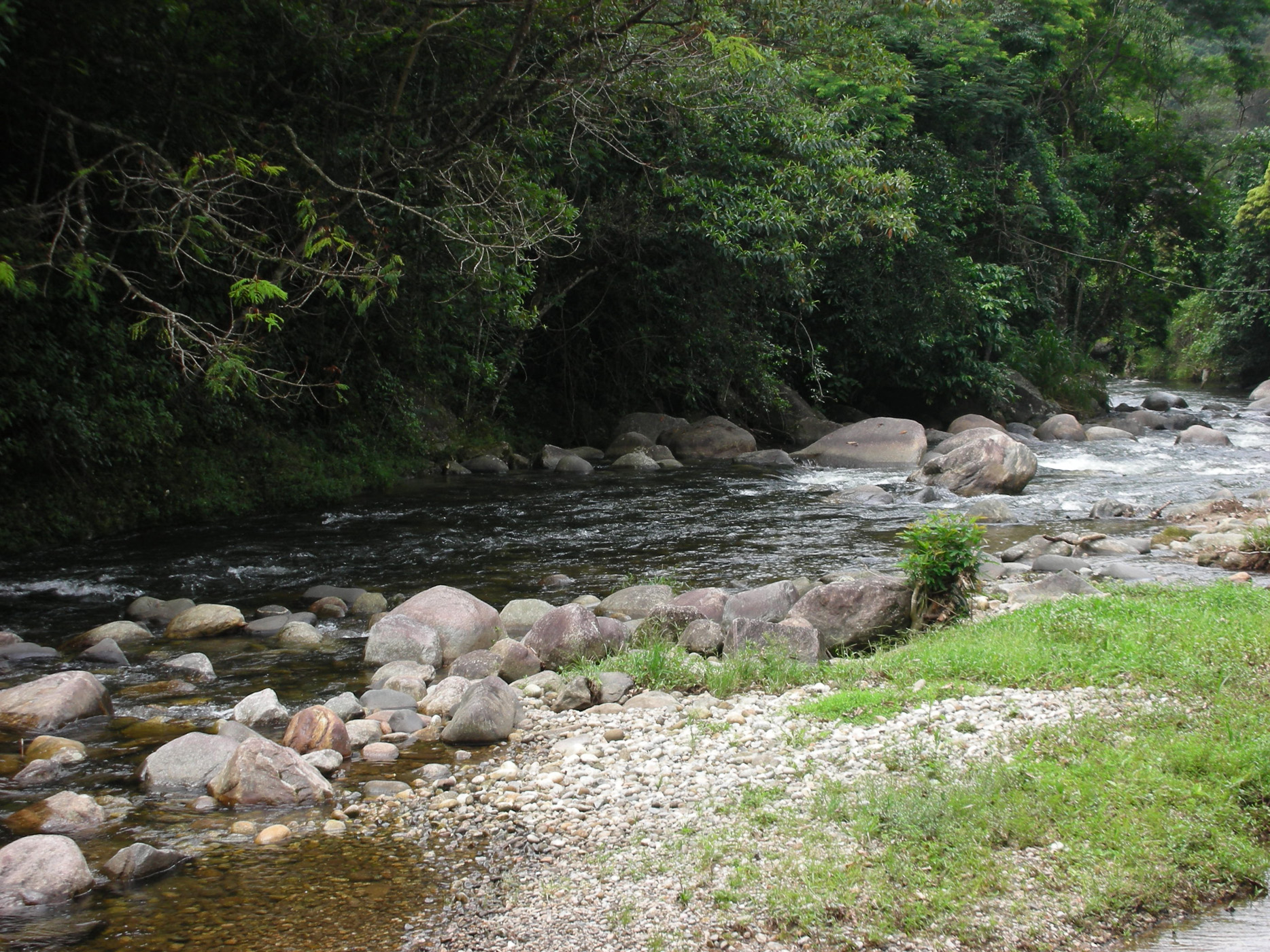
Riu Macacu

El poblament europeu de la zona començà al segle xvi, amb l'ocupació dels marges del riu Macacu. La freguesia de Santo Antônio de Casseribu es creà al 1647 i passa a categoria de vila i municipi el 1697, amb el nom de Santo Antônio de Sá. El territori on es troba Cachoeiras de Macacu pertanyia als pobles coroados i puris.
El 1868, la seu del municipi es trobava a Vila de Sant'ana i, al 1877, es denominava Sant'ana de Macacu, amb la transferència de l'antiga seu municipal al municipi d'Itaboraí, a Porto das Caixas. Al 1898, Sant'ana passa a anomenar-se Sant'ana de Japuíba. La ciutat rebé famílies suïsses i alemanyes, abans de desplaçar-se a Nova Friburgo.
El 1923, la capital del municipi torna a canviar de lloc: ara, a Cachoeiras de Macacu, territori desmembrat del municipi de Nova Friburgo juntament amb Guapiaçu. El 1929, la seu és elevada a categoria de ciutat. Tot i que la ciutat fou reconeguda el 1929, els primers registres d'ocupació del territori que hui compon el municipi de Cachoeiras de Macacu daten de finals del segle xvi, al voltant de l'any 1567, per tant després de l'expulsió dels francesos de la badia de Guanabara.
En un petit nucli agrícola al voltant de l'antiga Capela de Santo Antônio, denominat Santo Antônio de Casseribu, aprofitant la fertilitat dels sòls, es conrearen mandioca, dacsa, canyamel, arròs i fesols. Aquest nucli inicial es reconeix com a vila el 15 de maig de 1879, amb el nom de Santo Antônio de Sá, i es crea alhora el municipi del mateix nom. Entre 1831 i 1835, per compte d'una febre endèmica que devia ser malária i febre groga, hi va morir molta gent i hi hagué un significatiu èxode rural.
Fins al 1930, Cachoeiras de Macacu depenia directament del Ferrocarril Leopoldina, que s'aprofitava de la situació estratègica del municipi per a la pujada de la serra (Terminal Rodoviário de Cachoeiras de Macacu). Aquesta funció es perdé en la postguerra, quan el ramal ferroviari de Cantagalo fou desactivat als anys 1960, i se'n generà una seriosa decadència social, cultural i econòmica que es reflecteix encara hui, afegida als fets polítics generats pel Règim Militar, que pressionà als llauradors i obrers del Ferrocarril Leopoldina.
Hi hagué un canvi significatiu al municipi a la dècada de 1940, amb experiències de distribució de terres per a colons desplaçats de les àrees de citricultura de la Baixada Fluminense. Aquests s'assentaren a Japuíba i Papucaia, i en la primera meitat del segle xx van arribar en Papucaia i a Fazenda Funchal (anomenat així per no confondre amb la ciutat de Funchal, de Portugal) els immigrants japonesos que es dediquen a l'agricultura fins hui, sobretot a la fruticultura.
El municipi de Cachoeiras de Macacu comença a sofrir els efectes de l'avanç de les grans ciutats de la rodalia, en la mesura en què les seues terres són cercades com a àrea d'oci.

## Geografia

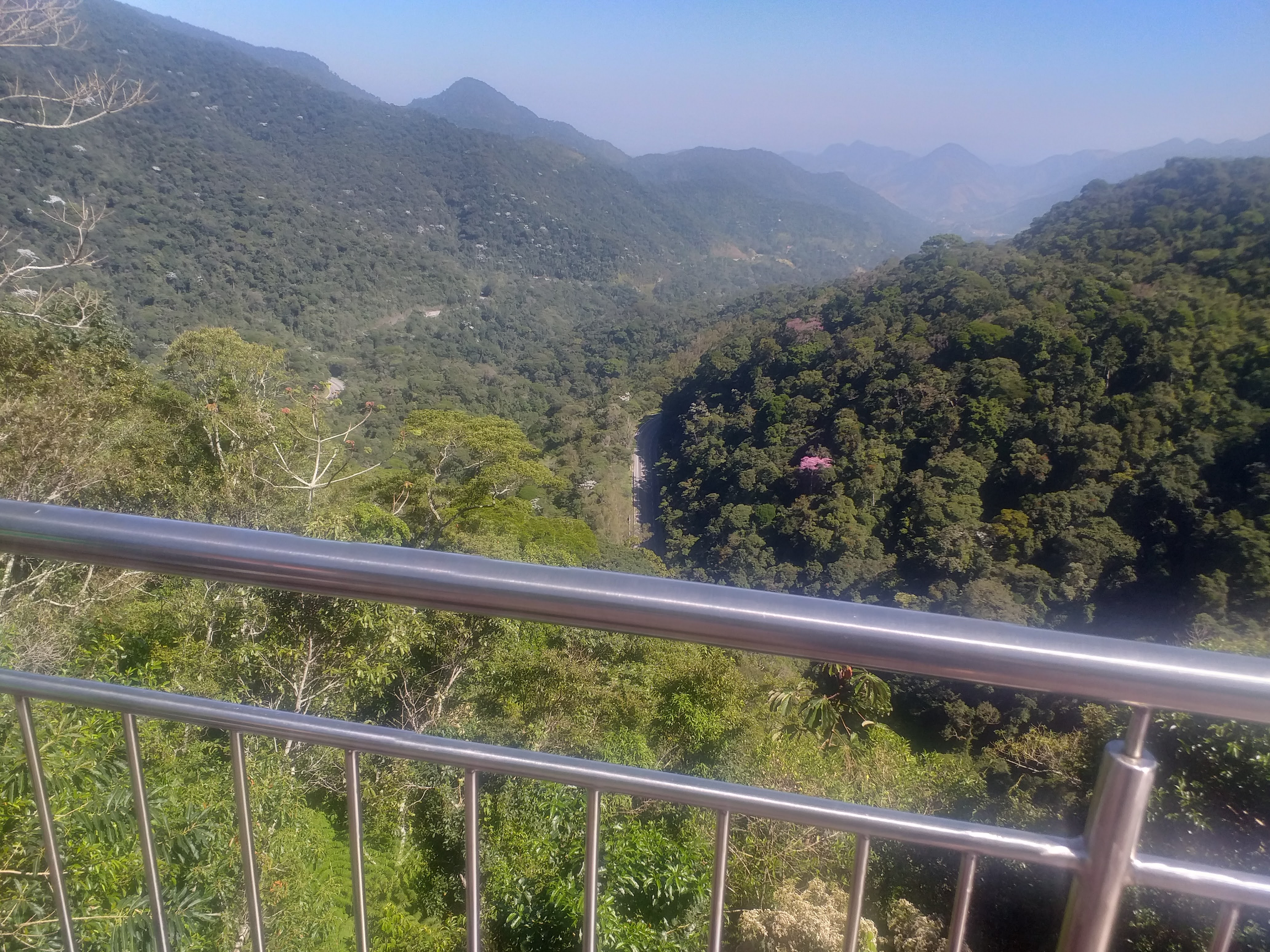
Voltants de la RJ-116, prop de la serra de Cachoeiras, amb 1.000 m d'altitud

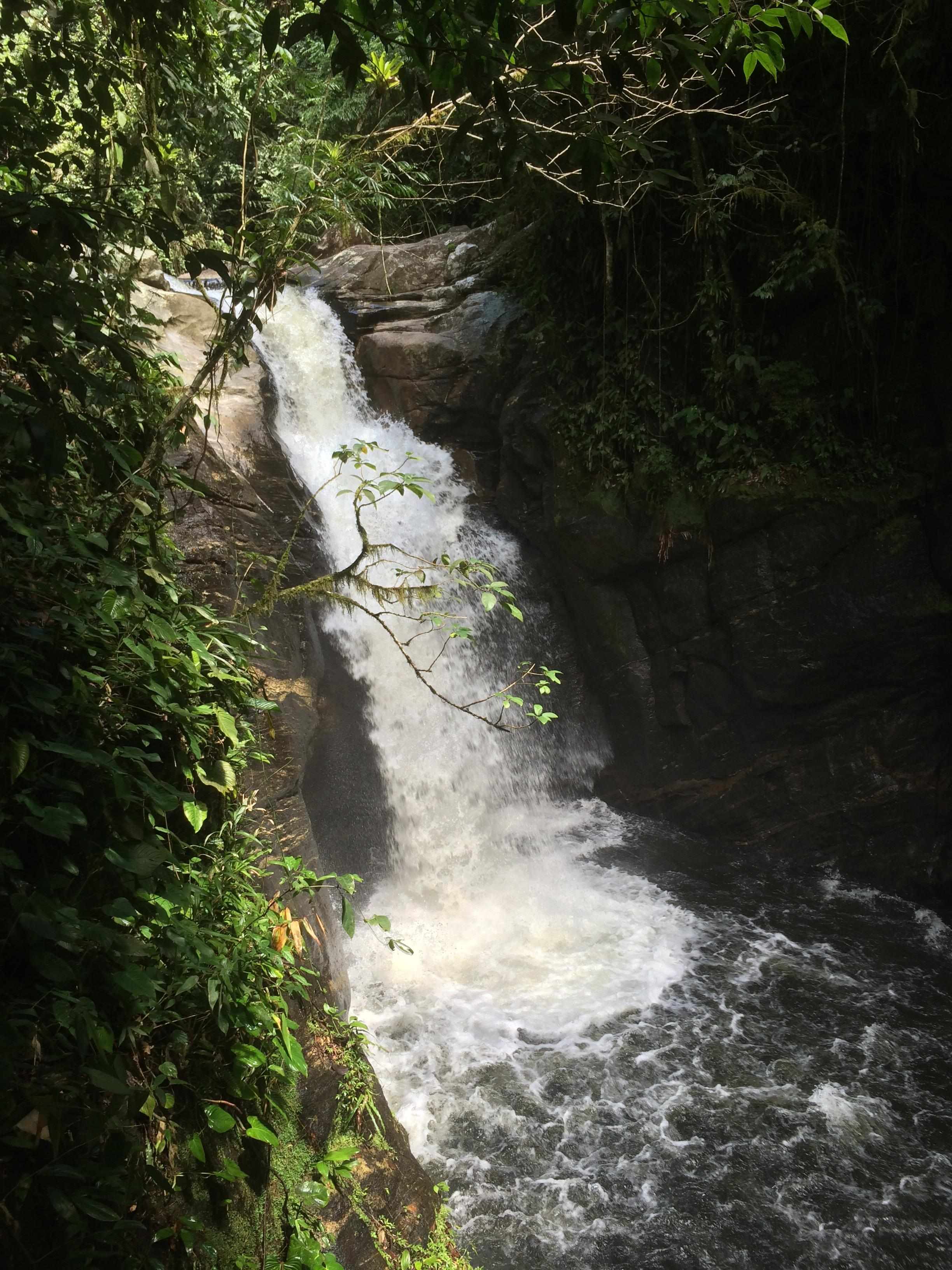
Cachoeira Tenebroso

Segons la divisió vigent des de 2017, instituïda per l'IBGE, el municipi pertany a la Regió Geogràfica Intermèdia de Rio de Janeiro, i immediata de Rio Bonito. Fins llavors, formava part de la regió de Macacu-Caceribu, que estava inclosa en la Regió Metropolitana de Rio de Janeiro.

### Clima
El clima de Cachoeiras és a les zones baixes tropical i a la serra tropical d'altitud. A l'estiu, s'arriba als 40 °C a la vall, i a les parts altes als 35 °C, però per influència del bosc i de l'altitud, corre un vent fresc. En l'hivern, les temperatures mínimes ronden els 10 °C en les parts baixes, a causa de la vegetació. A les serres, es pot arribar a 0 °C o menys.